# Liste der Biografien/Salz
Liste der Biografien |
Portal Biografien |
Personensuche
# |
A |
B |
C |
D |
E |
F |
G |
H |
I |
J |
K |
L |
M |
N |
O |
P |
Q |
R |
S |
T |
U |
V |
W |
X |
Y |
Z |
?
 
Sa |
Sb |
Sc |
Sd |
Se |
Sf |
Sg |
Sh |
Si |
Sj |
Sk |
Sl |
Sm |
Sn |
So |
Sp |
Sq |
Sr |
Ss |
St |
Su |
Sv |
Sw |
Sy |
Sz
 
Saa |
Sab |
Sac |
Sad |
Sae |
Saf |
Sag |
Sah |
Sai |
Saj |
Sak |
Sal |
Sam |
San |
Sao |
Sap |
Saq |
Sar |
Sas |
Sat |
Sau |
Sav |
Saw |
Sax |
Say |
Saz
 
Sala |
Salb |
Salc |
Sald |
Sale |
Salf |
Salg |
Salh |
Sali |
Salj |
Salk |
Sall |
Salm |
Saln |
Salo |
Salp |
Salq |
Sals |
Salt |
Salu |
Salv |
Salw |
Saly |
Salz
Die Liste der Biografien führt alle Personen auf, die in der deutschsprachigen Wikipedia einen Artikel haben. Dieses ist eine Teilliste mit 149 Einträgen von Personen, deren Namen mit den Buchstaben „Salz“ beginnt.

## Salz
- Salz, Abraham (1864–1941), galizischer Rechtsanwalt und Zionist
- Salz, Arthur (1881–1963), US-amerikanischer Sozial- und Wirtschaftswissenschaftler deutscher Herkunft
- Salz, Dirk (* 1962), deutscher Maler
- Salz, Dominik (* 1987), deutscher Fußballspieler
- Salz, Hans (1905–1972), deutscher Leichtathlet
- Salz, Manuel (* 1985), deutscher Fußballtorhüter
- Salz, Sam (1894–1981), amerikanischer Kunsthändler, Kunstsammler und Mäzen

### Salza
- Salza und Lichtenau, Ernst von (1860–1926), sächsischer Diplomat, Verwaltungsbeamter und Rittergutsbesitzer
- Salza und Lichtenau, Hermann von (1829–1915), deutscher Verwaltungsjurist, Rittergutsbesitzer und Reichstagsabgeordneter in Sachsen
- Salza und Lichtenau, Hermann von (1858–1911), sächsischer Generalmajor
- Salza, Anton Jegorowitsch von (1843–1916), russischer Infanteriegeneral
- Salza, Christoph Friedrich von († 1673), protestantischer Adliger, Lehensmann des sächsischen Kurfürsten Johann Georg II. und kurfürstlich-sächsischer Rat
- Salza, Hermann Aleksander Eduard von (1885–1946), estnischer Militär
- Salza, Jakob von (1481–1539), Fürstbischof von Breslau
- Salzano, Francisco Mauro (1928–2018), brasilianischer Genetiker
- Salzano, Giulia (1846–1929), Ordensschwester, Gründerin der Suore Catechiste del Sacro Cuore
- Salzard, Octave (1871–1934), französischer Turner

### Salzb
- Salzbacher, Joseph (1790–1867), römisch-katholischer Geistlicher und Theologe
- Salzberg, Max (1882–1954), deutscher Lehrer und Schriftsteller
- Salzberg, Sharon (* 1952), US-amerikanische Autorin und MeditationslehrerinSharon Salzberg (* 1952)

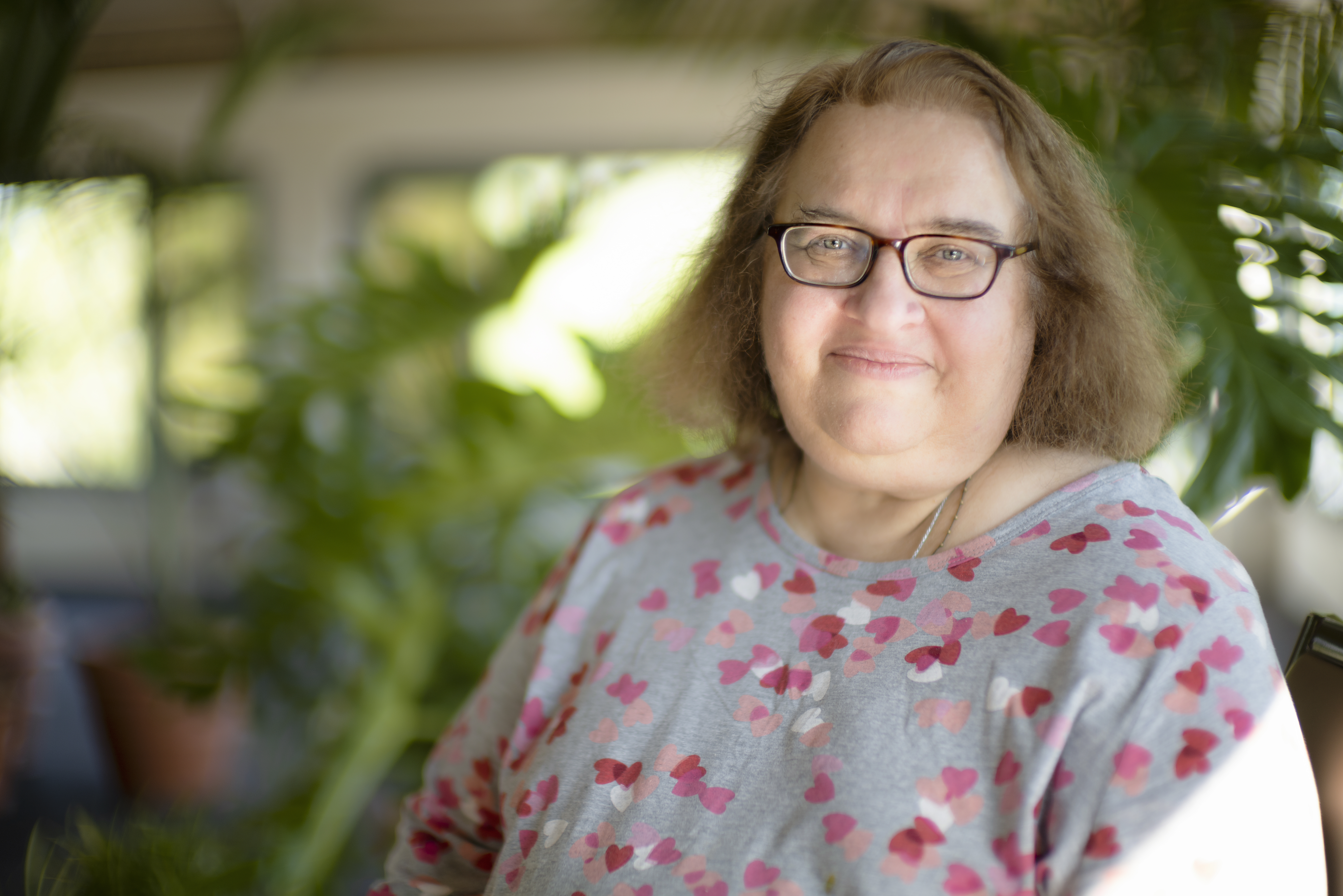
Sharon Salzberg (* 1952)

- Salzberg-Heins, Frida (1893–1993), deutsche Lehrerin
- Salzberger, Bernd, deutscher Internist, Infektiologe und Hochschullehrer
- Salzberger, Georg (1882–1975), Rabbiner
- Salzberger-Wittenberg, Isca (1923–2023), britische Kinderpsychologin
- Salzborn, Édouard (1927–2013), französischer Fußballspieler
- Salzborn, Samuel (* 1977), deutscher Sozialwissenschaftler und Hochschullehrer
- Salzbrenner, Peter (1923–1999), deutscher Architekt
- Salzburger, Rainer (* 1944), österreichischer Boxer
- Salzburger, Walter (* 1975), österreichischer Evolutionsbiologe und Hochschullehrer an der Universität Basel

### Salze
- Salze, Jacques (* 1987), französischer Fußballspieler
- Salzedo, Carlos (1885–1961), Harfenist und Komponist
- Salzenberg, Carl Ernst Albrecht (1783–1844), deutscher Postdirektor und Chef des Landespostwesens im Herzogtum Braunschweig
- Salzenberg, Julius Franz (1763–1849), deutscher Künstler und Kupferstecher
- Salzenberg, Wilhelm (1803–1887), deutscher Architekt und preußischer Baubeamter
- Salzenhusen, Wilhelm, deutscher Goldschmied
- Salzer, Albrecht (* 1944), deutscher Chemiker
- Salzer, Anke (* 1961), deutsche Leichtathletin
- Salzer, Anselm (1856–1938), österreichischer Literaturhistoriker
- Sälzer, Bernhard (1940–1993), deutscher Politiker (CDU), MdL, MdEP
- Salzer, Bruno (1859–1919), deutscher Unternehmer
- Sälzer, Bruno (* 1957), deutscher Manager
- Salzer, Egon Michael (1908–1991), österreichisch-britisch-schwedischer Journalist
- Salzer, Eugen (1866–1938), deutscher Verleger
- Salzer, Felix (1904–1986), austroamerikanischer Musiktheoretiker, Musikwissenschaftler und Musikpädagoge
- Salzer, Friedrich (1827–1876), deutscher Maler
- Salzer, Friedrich Franz (1827–1890), Siebenbürger Mediziner
- Salzer, Gerhard (1912–1989), deutscher Politiker (FDP), MdL
- Salzer, Hanna (* 1981), Schweizer Regisseurin
- Sälzer, Johannes Christian (1792–1850), deutscher Gastwirt, Bürgermeister und Politiker
- Salzer, Karl Friedrich Christoph (1775–1852), deutscher Apotheker und Chemiker
- Salzer, Lisel (1906–2005), österreichisch-US-amerikanische Künstlerin
- Salzer, Marcell (1873–1930), österreichisch-deutscher Vortragskünstler
- Salzer, Michael (* 1991), deutscher Bobfahrer
- Salzer, Monika (* 1948), österreichische Systemische Psychotherapeutin, evangelische Theologin, Pfarrerin i. R. und AutorinMonika Salzer (* 1948)

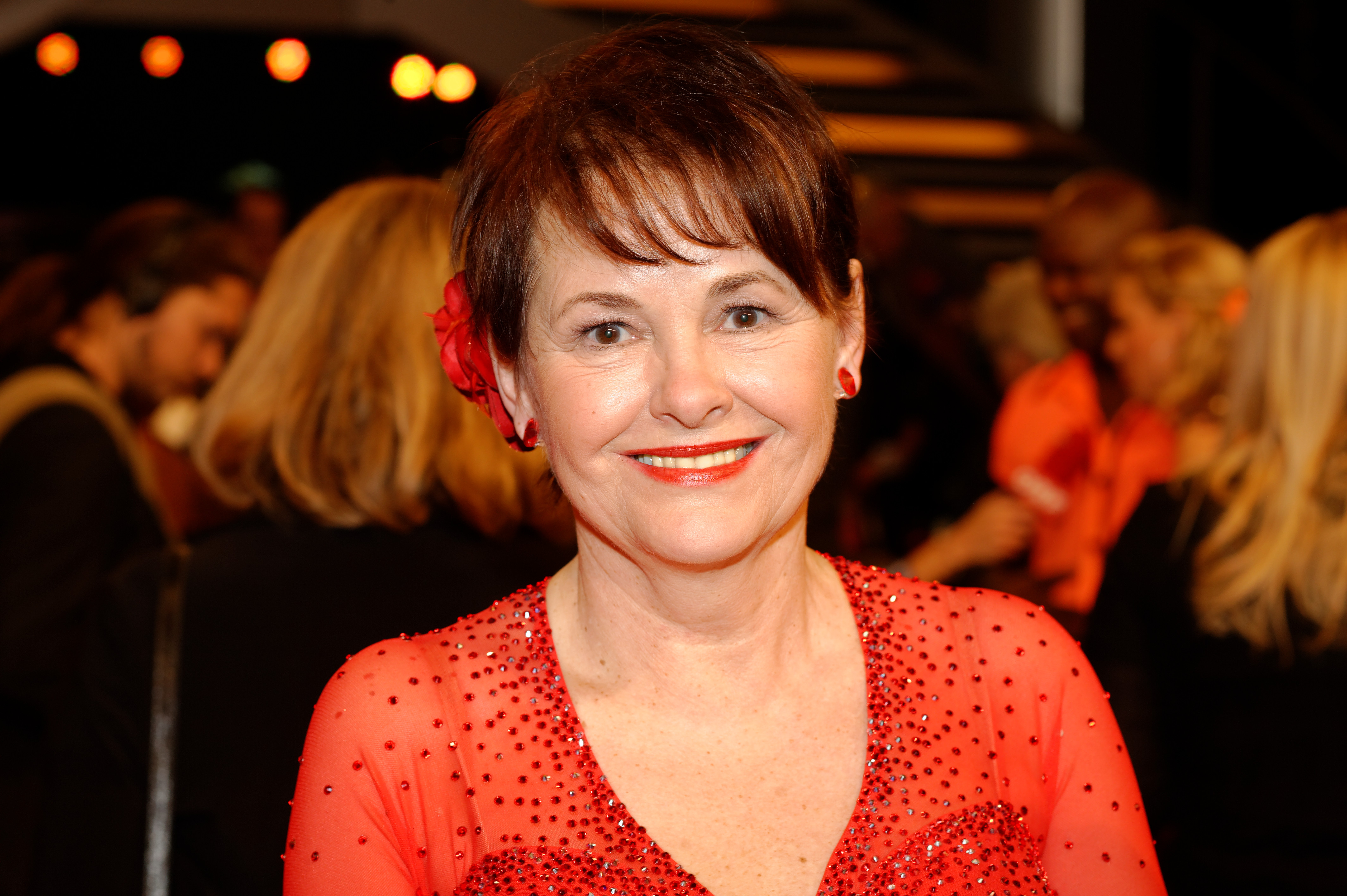
Monika Salzer (* 1948)

- Salzer, Otto (1874–1944), deutscher Mechaniker und Automobilrennfahrer
- Salzer, Rebekka (* 1979), österreichische Journalistin und Fernsehmoderatorin
- Salzer, Reiner (* 1942), deutscher Chemiker (Analytische Chemie) und Hochschullehrer für Bioanalytische Chemie an der TU Dresden
- Salzer, Theodor (1833–1900), deutscher Apotheker und Chemiker
- Salzer, Thomas F. (1912–2008), österreichischer Industrieller und Altverleger
- Salzer, Thorsten (* 1986), deutscher Handballspieler
- Salzer, Timo (* 1984), deutscher Handballspieler
- Salzer, Walter (1911–1978), deutscher Dipl.-Chemiker und Pharmazeut
- Salzer, Wilhelm (1896–1975), österreichischer Politiker (CSP, ÖVP), Mitglied des Bundesrates
- Salzert, Wolfgang (* 1942), deutscher Veterinärmediziner

### Salzg
- Salzgeber, Amanda (* 2002), österreichische Skirennfahrerin
- Salzgeber, Daniel (* 1992), liechtensteinischer Politiker (FBP)
- Salzgeber, Elfriede (* 1939), österreichische Politikerin (ÖVP), Landtagsabgeordnete von Vorarlberg
- Salzgeber, Joachim (1926–2012), Schweizer Benediktiner und Pädagoge
- Salzgeber, Joseph (* 1950), deutscher Psychologe
- Salzgeber, Manfred (1943–1994), deutscher Schauspieler, Filmemacher, Berlinale-Sektionsleiter und Gründer eines schwul-lesbischen Filmverleihs
- Salzgeber, Rainer (* 1967), österreichischer Skirennläufer
- Salzgeber, Rainer Maria (* 1969), Schweizer Sportjournalist und FernsehmoderatorRainer Maria Salzgeber (* 1969)

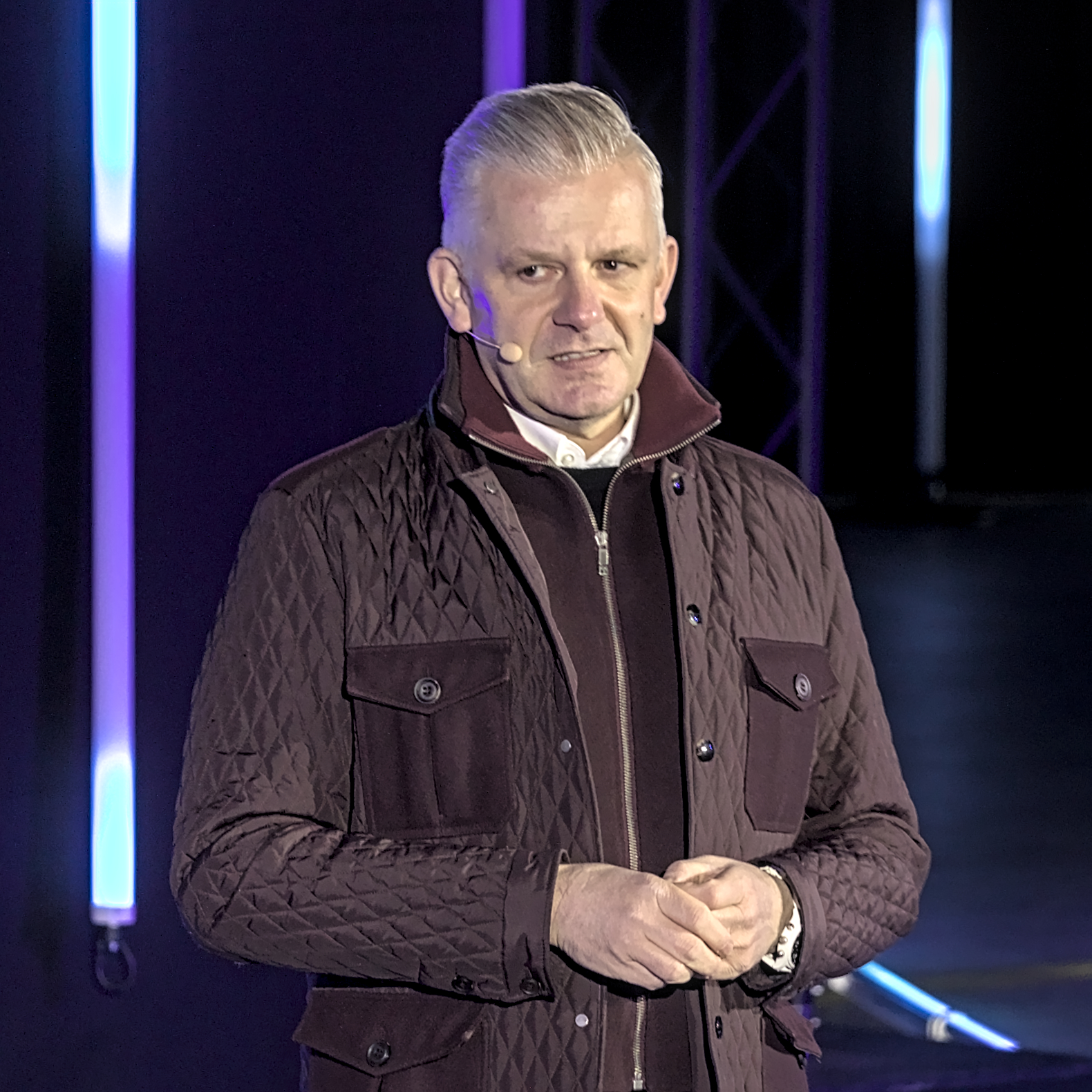
Rainer Maria Salzgeber (* 1969)

- Salzgeber, Sandra (* 1974), Schweizer Rollstuhltennisspielerin
- Salzgeber, Ulla (* 1958), deutsche Dressurreiterin

### Salzi
- Salzinger, Helmut (1935–1993), deutscher Popkritiker

### Salzl
- Salzl, Richard (1940–2023), deutscher Pfarrer und Umweltaktivist
- Salzl, Stefan (* 1948), österreichischer Tierarzt und Politiker (FPÖ), Abgeordneter zum Nationalrat und Landtag
- Sälzler, Anneliese (1927–2017), deutsche Sozialhygienikerin, MdV (SED)
- Sälzler, Gottfried (1921–1968), deutscher Fußballspieler

### Salzm
- Salzman Sagan, Linda (1940–2023), US-amerikanische Künstlerin und Autorin
- Salzman, Bert (1931–2016), US-amerikanischer Filmregisseur und Maler
- Salzman, Eric (1933–2017), US-amerikanischer Komponist
- Salzman, Freda Friedman (1927–1981), US-amerikanische Physikerin und Hochschullehrerin
- Salzman, Mark (* 1959), US-amerikanischer Autor
- Salzman, Pawel Jakowlewitsch (1912–1985), russischer Künstler und Schriftsteller
- Salzman, Philip Carl (* 1940), US-amerikanischer Anthropologe und Hochschullehrer
- Salzman, Theo (1907–1982), US-amerikanischer Cellist
- Salzman, Tomer (* 1999), israelischer Radrennfahrer
- Salzmann, Alexander von (1874–1934), russischer Maler, Karikaturist und Bühnenbildner
- Salzmann, Amadé (1947–1992), Schweizer Musiker und Komponist
- Salzmann, Auguste (1824–1872), französischer Archäologe, Fotograf und Maler
- Salzmann, Axel (* 1950), deutscher Eiskunstläufer
- Salzmann, Bernhard (1796–1870), Mitglied der kurhessischen Ständeversammlung
- Salzmann, Bernhard (1886–1959), deutscher Politiker
- Salzmann, Bruno (* 1883), deutscher Bahnradsportler
- Salzmann, Christian (1931–2018), deutscher Pädagoge und Hochschullehrer
- Salzmann, Christian Gotthilf (1744–1811), Pädagoge und SchulgründerChristian Gotthilf Salzmann (1744–1811)

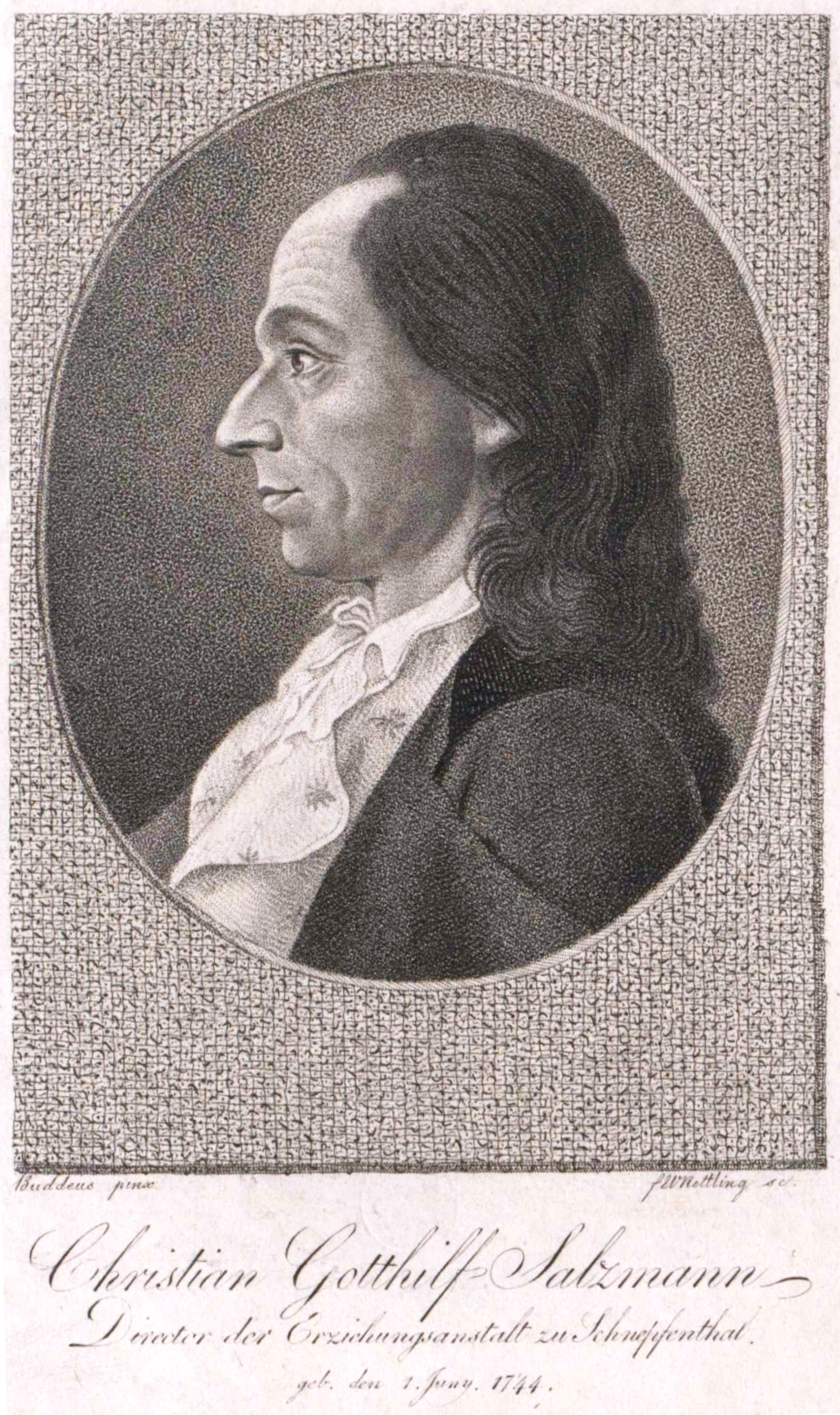
Christian Gotthilf Salzmann (1744–1811)

- Salzmann, Dieter (* 1950), deutscher Klassischer Archäologe
- Salzmann, Erich von (1876–1941), deutscher Offizier und Journalist
- Salzmann, Erwin (1904–1990), deutscher Wirtschaftsprüfer, Fabrikdirektor und Senator (Bayern)
- Salzmann, Franz Joseph (1724–1786), deutscher Architekt
- Salzmann, Friedrich (1915–1990), Schweizer Radiomoderator und Politiker
- Salzmann, Friedrich Rudolf (1749–1821), französisch-elsässischer Jurist, Legationsrat, Buchhändler und Buchdrucker, Herausgeber und mit Goethe befreundeter Publizist
- Salzmann, Georg P. (1929–2013), deutscher Büchersammler
- Salzmann, Gertraud (* 1964), österreichische Politikerin (ÖVP)
- Salzmann, Hans (1900–1973), deutscher Landschaftsmaler, Lithograph und Illustrator der Weimarer Malerschule
- Salzmann, Heinrich (1851–1915), deutscher Unternehmer
- Salzmann, Heinrich (1859–1945), deutscher Apotheker und Standespolitiker
- Salzmann, Heinrich (1864–1941), deutscher Architekt
- Salzmann, Heinrich (* 1891), deutscher Politiker (NSDAP), MdR
- Salzmann, Heinrich (1896–1979), deutscher Landrat
- Salzmann, Helmut R. (1930–2022), deutscher Mathematiker
- Salzmann, Hugo (1903–1979), deutscher Gewerkschafter, Kommunist und Antifaschist
- Salzmann, Irene (1927–2020), deutsche Eiskunstläuferin und Eiskunstlauftrainerin
- Salzmann, Jakob (1484–1526), Schweizer Pädagoge und Reformator
- Salzmann, Jeanne de (1889–1990), französisch-schweizerische Ballett-Lehrerin und Gurdjieff-Schülerin
- Salzmann, Johann Daniel (1722–1812), Straßburger Jurist und Popularphilospoph
- Salzmann, Johannes (1679–1738), Anatom und Chirurg
- Salzmann, Jorg Christian (* 1956), deutscher lutherischer Theologe
- Salzmann, Josef (1819–1874), österreichisch-amerikanischer Priester, Theologe und Missionar
- Salzmann, Joseph Anton (1780–1854), Bischof von Basel
- Salzmann, Karl (1821–1906), deutscher Jurist, MdR
- Salzmann, Karl (* 1979), österreichischer Medienkünstler und Kurator
- Salzmann, Karl Aubert (1876–1934), österreichischer Rechtsanwalt und Politiker (CS), Landtagsabgeordneter, Mitglied des Bundesrates
- Salzmann, Karl Gottfried (1797–1871), österreichischer Pianist, Komponist und Musikpädagoge
- Salzmann, Lukas (* 1960), Schweizer Maler
- Salzmann, Lutz (* 1958), deutscher Schauspieler
- Salzmann, Manfred (1925–2014), deutscher Geograph und Heimatkundler
- Salzmann, Max (1850–1897), deutscher Architekt und Dombaumeister
- Salzmann, Maximilian (1862–1954), österreichischer Augenarzt und Hochschullehrer
- Salzmann, Mindel (1885–1945), Opfer des Nationalsozialismus
- Salzmann, Ralf (* 1955), deutscher Langstreckenläufer
- Salzmann, Rudolf (1912–1992), Schweizer Pflanzenbauwissenschaftler
- Salzmann, Sasha Marianna (* 1985), deutsche nichtbinäre SchriftstellerinSasha Marianna Salzmann (* 1985)

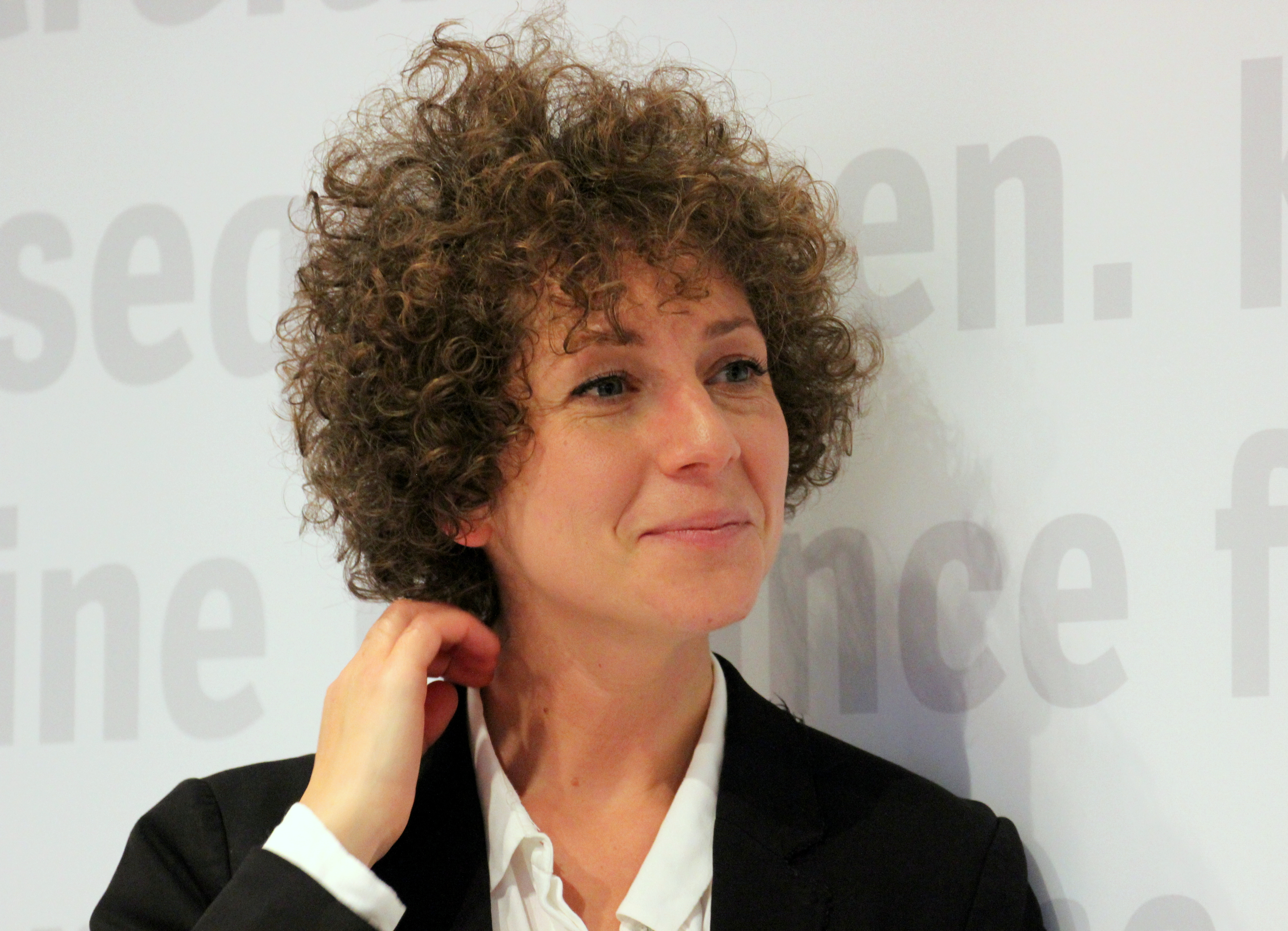
Sasha Marianna Salzmann (* 1985)

- Salzmann, Siegfried (1928–1994), deutscher Autor, Kunsthistoriker und Kunstwissenschaftler
- Salzmann, Theodor (1854–1928), deutscher Lehrer, Sänger, Komponist und Herausgeber von Musiksammlungen
- Salzmann, Urs (* 1954), Schweizer Bobsportler
- Salzmann, Valentin (1821–1890), deutscher Gründer des Schwäbischen Albvereins
- Salzmann, Walter (1922–2020), deutscher Ruderer
- Salzmann, Walter (1930–2008), österreichischer Bildhauer
- Salzmann, Walter (1936–2012), Schweizer Eishockeyspieler, -trainer und -funktionär sowie Unternehmer
- Salzmann, Werner (* 1962), Schweizer Politiker (SVP)

### Salzs
- Salzsieder, Gottfried († 1710), deutscher Schauspieler

### Salzw
- Salzwedel, Carl-Georg, deutscher Journalist, Radiomoderator und Nachrichtensprecher
- Salzwedel, Heiko (1957–2021), deutscher Radsporttrainer
- Salzwedel, Helmut (* 1937), deutscher Fußballspieler
- Salzwedel, Jaczo von, Herr von Gützkow
- Salzwedel, Jürgen (1929–2020), deutscher Rechtswissenschaftler
- Salzwedel, Senno (1959–2023), deutscher Gewichtheber